# هوپگارتن
هوپگارتن (به آلمانی: Hoppegarten) یک شهر در آلمان است که در مرکیش-اودرلند واقع شده‌است. هوپگارتن ۱۷٬۶۳۶ نفر جمعیت دارد.